# Wassail
Wassail is een ep van Big Big Train. Het begeleidde de optredens van deze Britse band in 2015.
Het album ademt een sfeer uit van een mengeling tussen folk en progressieve rock. Zowel platenhoes, muziek en instrumentarium verwijzen naar “oude” thema’s. Het album is deels opgenomen in de English Electric geluidsstudio. Zang en gitaren werden opgenomen in de Aubitt geluidsstudio, de drumpartij in de Real World studio (van Peter Gabriel), strijkinstrumenten in de Regal Lane studio. De laatste track is live ingespeeld in de Real World studio.
Binnen de niche progressieve rock werd het album over het algemeen als "zeer goed" ontvangen.

## Musici
In alfabetische volgorde:
- Nick D'Virgilio – slagwerk, achtergrondzang
- Dave Gregory – gitaar
- Rachel Hall – viool, altviool, cello, achtergrondzang
- David Longdon – zang, dwarsfluit, mandoline, percussie
- Andy Poole – toetsinstrumenten, mandoline, achtergrondzang
- Rikard Sjöblom – gitaar, achtergrondzang
- Greg Spawton – basgitaar, baspedalen

## Muziek
De band gaf op het album uitleg bij de drie nieuwe tracks; de vierde tracks is een live ingespeelde versie van een nummer afkomstig van hun album The Underfall Yard:
Track 1: Wassail (6:48), geschreven door Longdon, gaat over een oud Engels gebruik, met name in het westen; het is een voorjaarsrite, waarbij de appelbomen worden gezegend voor het nieuwe bloeiseizoen, waarbij geesten worden verjaagd, de rite wordt afgesloten met een geweerschot, dat ook het nummer afsluit

Track 2: Lost rivers of Londen (6:02); geschreven door Spawton, gaat over de zijrivieren van de Theems, die in de oudheid een grote rol speelden, maar heden ten dage ondergronds zijn weggewerkt; aangehaald worden Effra, Fleet, Tyburn, Neckinger, Westbourne en Walbrook

Track 3: Mudlark (6:13), instrumentaal nummer geschreven door Spawton, gaat over het equivalent van strandjutters, maar niet op het strand, maar op de bij eb droogvallende vlakten van de Theems

Track 4: Master James of St George (6:14), geschreven door Spawton, gaat over Meester James of St. George.